# Кршиванек, Томаш
То́маш Кршива́нек (чеш. Tomáš Křivánek; 10 января 1966) — чешский гребец-каноист, выступал за сборные Чехословакии и Чехии в конце 1980-х и на всём протяжении 1990-х годов. Участник летних Олимпийских игр в Сеуле, чемпион мира, бронзовый призёр чемпионата Европы, победитель многих регат национального и международного значения.

## Биография
Томаш Кршиванек родился 10 января 1966 года.
Первого серьёзного успеха на взрослом международном уровне добился в 1988 году, когда попал в основной состав чехословацкой национальной сборной и благодаря череде удачных выступлений удостоился права защищать честь страны на летних Олимпийских играх в Сеуле — стартовал в двойках вместе с напарником Вальдемаром Фибигром на дистанции 1000 метров, но сумел дойти лишь до стадии полуфиналов.
После распада Чехословакии Кршиванек стал выступать за сборную Чехии и продолжил принимать участие в крупнейших международных регатах. Так, в 1993 году он побывал на чемпионате мира в Копенгагене, откуда привёз награду бронзового достоинства, выигранную в зачёте четырёхместных каноэ на пятистах метрах. Год спустя выступил на мировом первенстве в Мехико, где стал бронзовым призёром в четвёрках на пятистах метрах. Ещё через год на аналогичных соревнованиях в немецком Дуйсбурге добавил в послужной список серебряную медаль, полученную в двухсотметровой программе четвёрок.
В 1997 году на возобновившемся чемпионате Европы в болгарском Пловдиве завоевал бронзовую медаль среди четвёрок на двухстах метрах, кроме того, на чемпионате мира в канадском Дартмуте в той же дисциплине получил ещё одну бронзу. На мировом первенстве следующего сезона в венгерском Сегеде в зачёте четырёхместных каноэ на дистанции 200 метров обогнал всех соперников и завоевал тем самым золотую медаль. Вскоре по окончании этих соревнований принял решение завершить карьеру профессионального спортсмена, уступив место в сборной молодым чешским гребцам.